# Liste der denkmalgeschützten Objekte in St. Pölten-Ochsenburg
Die Liste der denkmalgeschützten Objekte in St. Pölten-Ochsenburg enthält die 6 denkmalgeschützten, unbeweglichen Objekte des St. Pöltner Stadtteils Ochsenburg.

## Denkmäler
| Foto |                 | Denkmal | Standort                                    | Beschreibung | Metadaten |
| ---- | --------------- | --- | ------------------------------------------- | --- | --- |
| ja   | Datei hochladen | Kanalbrücke Ochsenburg HERIS-ID: 111640 Objekt-ID: 129629seit 2012                                                | Standort KG: Dörfl bei Ochsenburg           | Die II. Wiener Hochquellenwasserleitung ist eine 183 Kilometer lange Trinkwasser-Versorgungsleitung für die Stadt Wien. Sie wurde auf Betreiben von Karl Lueger errichtet und nach zehnjähriger Bauzeit am 2. Dezember 1910 als II. Kaiser-Franz-Josef-Hochquellenleitung eröffnet.                                                                           | BDA-Hist.: Q37825736 Status: Bescheid Stand der BDA-Liste: 2025-06-30 Name: Kanalbrücke Ochsenburg GstNr.: 86, 109/1 Kanalbrücke Ochsenburg                                                                |
| ja   | Datei hochladen | Schloss Ochsenburg HERIS-ID: 31953 Objekt-ID: 28985                                                               | Am Schloßberg 1 Standort KG: Ochsenburg     | Die mittelalterliche Burg der Herren Ochsenburger wurde im Laufe des 16. Jahrhunderts zu einem Schloss im Stile der Renaissance umgebaut. Der barocke Südtrakt wurde vermutlich unter Jakob Prandtauer erst um 1698 errichtet. Im 18. Jahrhundert wurde die Nikolauskapelle im Schloss neu ausgestaltet, hier war Martin Johann Schmidt maßgeblich beteiligt. | BDA-Hist.: Q1696293 Status: § 2a Stand der BDA-Liste: 2025-06-30 Name: Schloss Ochsenburg GstNr.: 260 Schloss Ochsenburg (St. Pölten)                                                                      |
| ja   | Datei hochladen | Gutshof HERIS-ID: 32075 Objekt-ID: 29130                                                                          | Am Schloßberg 2 Standort KG: Ochsenburg     | Der östlich des Schlosses liegende Meierhof wurde leicht in den Hang gebaut und verfügt über einen rechteckigen Grundriss. Er wurde im 19. Jahrhundert, vermutlich unter Einbeziehung barocker Bauteile, errichtet. | BDA-Hist.: Q64765081 Status: § 2a Stand der BDA-Liste: 2025-06-30 Name: Gutshof GstNr.: 253 Gutshof Schloss Ochsenburg (St. Pölten)                                                                        |
| ja   | Datei hochladen | Marienkapelle HERIS-ID: 32393 Objekt-ID: 29473                                                                    | Fabrikstraße 4, bei Standort KG: Ochsenburg | Eine übergiebelte Wegkapelle aus der 1. Hälfte des 19. Jahrhunderts. | BDA-Hist.: Q37947578 Status: § 2a Stand der BDA-Liste: 2025-06-30 Name: Marienkapelle GstNr.: 377/1 Marienkapelle Ochsenburg                                                                               |
| ja   | Datei hochladen | Figurenbildstock hl. Johannes Nepomuk HERIS-ID: 32085 Objekt-ID: 29142                                            | Fabrikstraße Standort KG: Ochsenburg        | Johannes-Nepomuk-Statue mit Engel an der Kreuzung Wilhelmsburger Straße / Fabrikstraße nahe der Ochsenburger Traisenbrücke. Datiert auf der Statue mit 1723. | BDA-Hist.: Q37946127 Status: § 2a Stand der BDA-Liste: 2025-06-30 Name: Figurenbildstock hl. Johannes Nepomuk GstNr.: 396/3 Johannes-Nepumuk-Statue Ochsenburg                                             |
| ja   | Datei hochladen | Ein- und Auslaufkammer Ochsenburgdüker (EK 81, AK 82) Einsteigturm 83 HERIS-ID: 111639 Objekt-ID: 129628seit 2012 | Standort KG: Ochsenburg                     | Der Ochsenburgdüker, ein Düker der II. Wiener Hochquellenwasserleitung, unterquert mit einer Horizontalentfernung von rund 400 m den Waldbach, ein Nebengewässer der Traisen. Anmerkung: Objektkoordinate zeigt EK 81. Weitere Standorte: AK 82, Einsteigturm 83                                                                                              | BDA-Hist.: Q37825725 Status: Bescheid Stand der BDA-Liste: 2025-06-30 Name: Ein- und Auslaufkammer Ochsenburgdüker (EK 81, AK 82) Einsteigturm 83 GstNr.: 377/1, 373/3 Einsteigturm 83, II HQL, St. Pölten |